# Sam van Schaik
Sam Julius van Schaik est un tibétologue anglais né en 1972.

## Biographie

### Études
Il a obtenu en 2000 un doctorat en littérature bouddhiste tibétaine au département Religions et théologie de l'université de Manchester, sa  thèse portant sur la traduction par le tertön Jigme Lingpa des textes dzogchen de l'école nyingma du bouddhisme tibétain. Cette thèse a été publiée en 2004 sous forme de livre, sous le titre Approaching the Great Perfection: Simultaneous and Gradual Approaches to Dzogchen Practice in the Longchen Nyingtig, aux éditions Wisdom Publications.

### Carrière
Depuis 1999, il travaille à la Bibliothèque britannique à Londres. 
Il enseigne épisodiquement à l'École des études orientales et africaines à l'université de Londres.
De 2003 à 2005, van Schaik a travaillé à l'élaboration d'un catalogue des manuscrits tantriques tibétains appartenant à la collection Stein à la Bibliothèque britannique et de 2005 à 2008 il a travaillé à l'étude paléographique des manuscrits tibétains de Dunhuang dans le but d'identifier les divers rédacteurs.
En 2011, il a publié une histoire du Tibet (Tibet: A History) aux éditions Yale University Press.
En février 2019, il a été nommé à la tête du programme Endangered Archives  de la Bibliothèque britannique. 
Il est associé au projet Buddha-Nature de la fondation Tsadra

### Activités éditoriales
Van Schaik participe à la Bibliothèque tibétaine et himalayenne située en Virginie aux États-Unis et publie dans Journal of the International Association of Tibetan Studies.

### Monographies
- Approaching the Great Perfection: Simultaneous and Gradual Approaches to Dzogchen Practice in the Longchen Nyingtig (Boston, Wisdom Publications, 2004).  (ISBN 0861713702)
- Tibetan Tantric Manuscripts from Dunhuang: A Descriptive Catalogue of the Stein Collection at the British Library, co-authored with Jacob Dalton (Leyde, Brill, 2006).  (ISBN 9789004154223)
- Esoteric Buddhism at Dunhuang: Rites and Teachings for this Life and Beyond, co-edited with Matthew Kapstein (Leyde, Brill, 2010).  (ISBN 9789004182035)
- Tibet: A History (Londres, Yale University Press, 2011).  (ISBN 9780300154047)
- Manuscripts and Travellers: The Sino-Tibetan Documents of a Tenth-Century Buddhist Pilgrim, coauthored with Imre Galambos (Berlin: de Gruyter, 2012).  (ISBN 9783110225648)

### Articles
- Tibetan Dunhuang Manuscripts in China, Bulletin of the School of Oriental and African Studies 65.1 (2002): 129–139.

- Where Chan and Tantra Meet: Buddhist Syncretism in Dunhuang, avec Jacob Dalton in The Silk Road: Trade, Travel, War and Faith, ed. Susan Whitfield (Londres, British Library Press, 2004): 61-71.

- The Early Days of the Great Perfection, Journal of the International Association of Buddhist Studies 27/1 (2004): 165–206.

- The Tibetan Avalokiteśvara Cult in the Tenth Century: Evidence from the Dunhuang Manuscripts, in Tibetan Buddhist Literature and Praxis (Proceedings of the Tenth Seminar of the IATS, 2003, Volume 4), ed. Ronald M. Davidson and Christian Wedemeyer (Leyde, Brill, 2006): 55-72.

- The Prayer, the Priest and the Tsenpo: An Early Buddhist Narrative from Dunhuang, avec Lewis Doney, Journal of the International Association of Buddhist Studies 30.1–2 (2007): 175–217.

- Oral Teachings and Written Texts: Transmission and Transformation in Dunhuang, in Contributions to the Cultural History of Tibet, ed. In Matthew T. Kapstein and Brandon Dotson (Leyde, Brill, 2007): 183-208.

- Beyond Anonymity: Palaeographic Analyses of the Dunhuang Manuscripts, avec Tom Davis and Jacob Dalton, Journal of the International Association of Tibetan Studies 3 (2007): 1-23.

- Fragments of the Testament of Ba from Dunhuang, avec Kazushi Iwao, Journal of the American Oriental Society 128.3 (2008): 477–487.

- A Definition of Mahāyoga: Sources from the Dunhuang Manuscripts, Tantric Studies 1 (2008): 45–88.

- The Sweet Saint and the Four Yogas: A ‘Lost’ Mahāyoga Treatise from Dunhuang, Journal of the International Association of Tibetan Studies 4 (2008 [2009]): 1-67.

- avec André Alexander, The Stone Maitreya of Leh: The Rediscovery and Recovery of an Early Tibetan Monument, Journal of the Royal Asiatic Society 21.4 (2011): 421–439.

- A New Look at the Invention of the Tibetan Script, in New Studies of the Old Tibetan Documents: Philology, History and Religion (Old Tibetan Documents Monograph Series, vol. III)., ed. Yoshiro Imaeda, Matthew Kapstein and Tsuguhito Takeuchi (Tokyo: ILCAA, 2011): 45–96.

- The Origin of the Headless Style (dbu med) in Tibet, in Medieval Tibeto-Burman Languages IV, ed. Nathan W. Hill (Leyde, Brill, 2012).